# 17519 Pritsak
17519 Pritsak (1992 YE2) là một tiểu hành tinh vành đai chính được phát hiện ngày 18 tháng 12 năm 1992 bởi E. W. Elst ở Caussols.